# District de Mrauk-U
Le district de Mrauk-U (birman : မြောက်ဦးခရိုင်) est un district de l'État de Rakhine, en Birmanie. Son centre administratif est la ville de Mrauk U.

## Histoire
Le district de Mrauk-U est créé lors de sa séparation du district de Sittwe.
Le 28 décembre 2023, pendant la guerre civile en Birmanie (depuis 2021), l'Alliance des Trois Fraternités affirme avoir pris le poste de police du district à la junte militaire.

## Géographie
Vingt-cinq montagnes sont officiellement nommées à Mrauk-U. Kema Taung est le point culminant de ce district. Yulin Jung est la montagne la plus importante.

## Divisions administratives
Le district de Mrauk-U est administrativement divisé en quatre cantons :
- Canton de Kyauktaw
- Canton de Mrauk-U
- Canton de Minbya
- Canton de Myebon

## Économie et développement
Selon un rapport de ReliefWeb de 2016, tous les villages du district de Mrauk-U souffrent d'un "sous-développement généralisé".

## Démographie
Selon le recensement de 2014, le district compte 668 634 habitants, dont 310 622 hommes et 358 012 femmes. Le district abrite de nombreux groupes ethniques, généralement répartis entre les ethnies Rakhine et musulmane, mais aussi des minorités hindoues, chin et maramargyi (en). Les relations communautaires perçues se sont améliorées dans le district ces dernières années.